# Tim Renwick
Timothy John Pearson 'Tim' Renwick (Cambridge, 7 agosto 1949) è un chitarrista e compositore britannico.

## Biografia
Renwick cominciò a suonare la chitarra negli anni sessanta. Suonò con molti gruppi, inclusi Little Women, Wages of Sin, Junior's Eyes, The Hype, Quiver (successivamente Sutherland Brothers & Quiver) e Lazy Racer. Ha lavorato anche per la sezione ritmica di Alan Parsons negli Abbey Road Studios con Pete Moss per  Sutherland Brothers, Al Stewart e Pink Floyd. Ha preso parte a sessioni di registrazione per  Elton John, Procol Harum, David Bowie, Mike Oldfield, Gary Brooker, Roger Waters, Eric Clapton, David Byron, Richard Wright, Sally Oldfield, Pink Floyd e Brian Joseph Friel.
Il chitarrista fu anche accreditato come coautore con Elton John nella sua canzone "Dreamboat" (pubblicata sul singolo "I'm Still Standing", ma più probabilmente registrata nei tardi anni Settanta). Nel 1984 partì in tour con Roger Waters, accompagnandolo nel tour promozionale di "The Pros and Cons of Hitch Hiking". Nel 1987, David Gilmour invitò Renwick a prendere parte al tour dei Pink Floyd come turnista, e le registrazioni dei concerti dell'agosto 1988 vennero pubblicate nel doppio album dal vivo Delicate Sound of Thunder.
Questo rende Renwick, insieme a Michael Kamen, Patrick Leonard e Jon Carin, uno dei pochi musicisti ad aver suonato sia con Roger Waters che con il gruppo dopo la loro divisione. Dopo il Tour, Tim Renwick si unì ai Tex Maniacs nel 1988 e a Mike + The Mechanics l'anno successivo. Renwick avrebbe suonato di nuovo coi Pink Floyd nel loro tour europeo del 1989, nell'album del 1994 The Division Bell e nel tour di quest'ultimo album, che sarebbe stato poi pubblicato in un doppio album dal vivo, Pulse.
Il musicista è apparso dal vivo anche nel gruppo di Alan Parsons durante il Gala di Michael Jackson del 1998 (sostituendo il chitarrista titolare, Ian Bairnson). Ha suonato la chitarra nell'album di Richard Wright del 1996, Broken China. Nel 2005 ha suonato ancora una volta coi Pink Floyd, come chitarrista e bassista, per la loro reunion sul palco del Live8. Renwick ha registrato un album solista nel 1980 e nel 2007 ha compilato un disco strumentale intitolato Privateer, disponibile sul suo sito. Attualmente, Tim Renwick vive a Pentewan, in Cornovaglia e suona la chitarra nei Bucket Boys.